# Johnny Leverón
Johnny Leverón (Yoro, 7 febbraio 1990) è un calciatore honduregno, centrocampista del Marathón e della nazionale honduregna.

## Carriera

### Club
Ha iniziato a giocare a calcio nel C.D. Motagua, debuttando in prima squadra nel 2009 e collezionando complessivamente 85 presenze e 9 gol. Successivamente ha giocato 35 partite nella MLS con i Vancouver Whitecaps, per poi tornare in patria dopo due anni per vestire la maglia del Marathon. Nell'estate del 2015 passa al Correcaminos, formazione della massima serie messicana.

### Nazionale
Nel 2007 ha debuttato con l'Honduras under 17, giocando in seguito anche con l'Honduras under 20 e l'Honduras under 21. Ha partecipato anche al campionato mondiale Under-20 del 2009, in Egitto, nel quale ha giocato 3 partite senza segnare. Ha giocato inoltre regolarmente con l'Honduras under 23, mentre nel 2010 ha esordito con la nazionale maggiore, con cui ha giocato complessivamente 19 partite segnando anche 3 gol. Partecipa ai Giochi Olimpici di Londra 2012, nei quali ha esordito il 26 luglio nella partita pareggiata per 2-2 contro il Marocco; scende in campo in tutte e quattro le partite giocate dalla sua squadra, senza mai segnare.